# Giulio Donati
Giulio Donati (Pietrasanta, Italia, 5 de febrero de 1990) es un defensa italiano que juega para la A. C. Monza de la Serie A de Italia.

## Trayectoria

### Inter de Milán
Al inicio de la temporada 2009-10 fue llamado con el primer equipo para una serie de amistosos. El 16 de diciembre de 2009 hizo su debut contra el AS Livorno Calcio en Coppa Italia, el partido terminó en una victoria por 1-0. Posteriormente, también recibió llamadas en los siguientes partidos.
El 25 de junio de 2010 fue cedido al US Lecce de la Serie A del equipo con opción a ficharlo en copropiedad trato, tuvo 16 participaciones. También fue un habitual para la sub-20 y sub-21. El US Lecce no aceptó la opción de firmarlo con un contrato de copropiedad.
Pasó la temporada 11-12 cedido en el Calcio Padova de la Serie B. El 25 de agosto, hizo su debut en un empate como visitante contra Sampdoria. Allí jugó un total de 30 partidos.
La temporada 12-13 fue enviado en calidad de cedido y una vez más a un equipo de la Serie B, esta vez al US Grosseto FC. Hizo 27 apariciones e hizo dos asistencias a lo largo de la temporada.

### Etapa en Alemania
El 21 de junio de 2013 el Bayer 04 Leverkusen acordó su fichaje por 3 millones de euros con el Inter de Milán. Tomó parte en 23 de los 34 de la Bundesliga en la temporada 13/14, asistiendo una vez en la victoria por 2-1 sobre el Hertha BSC. También hizo seis participaciones en la Liga de Campeones de la UEFA.
El 25 de enero de 2016 fichó por el Maguncia 05. Abandonó el club al término de la temporada 2018-19 tras expirar su contrato.

### Regreso a Italia
El 16 de diciembre de 2019 se hizo oficial su vuelta a la U. S. Lecce firmando hasta final de temporada con opción a continuar un año más.
En agosto de 2020 firmó por tres temporadas con la A. C. Monza.

## Selección nacional
El 12 de febrero de 2010 fue convocado por la selección sub-21 de Italia. Sin embargo, no fue seleccionado para el equipo final para el partido de clasificación. El 17 de noviembre de 2010, hizo su debut con la selección sub-21 en un partido amistoso contra Turquía.

## Clubes
| Club                          | País     | Año       |
| ----------------------------- | -------- | --------- |
| Inter de Milán                | Italia   | 2009-2013 |
| U. S. Lecce (cedido)          | Italia   | 2010-2011 |
| Calcio Padova (cedido)        | Italia   | 2011-2012 |
| U. S. Grosseto F. C. (cedido) | Italia   | 2012-2013 |
| Bayer 04 Leverkusen           | Alemania | 2013-2016 |
| 1. FSV Maguncia 05            | Alemania | 2016-2019 |
| U. S. Lecce                   | Italia   | 2019-2020 |
| A. C. Monza                   | Italia   | 2020-     |